# Вулиця Молдавська (Львів)
Ву́лиця Молда́вська — вулиця у Франківському районі міста Львова, в місцевості Кульпарків. Пролягає від безіменного проїзду, що йде паралельно залізниці, до вулиці Михайла Бойчука. Прилучаються вулиці Маївського, Кишинівська, Кобринської, Лук'яна Кобилиці та Ярослави Музики.

## Історія та забудова
Вулиця прокладена у першій третині XX століття, у 1930-х роках мала назву Закладова бічна, через своє розташування поблизу закладу для душевнохворих. У 1938 році вулиця отримала назву Збожиль-Мірецкєго, на честь підпоручика піхоти Війська Польського, кавалера ордена Virtuti Militari, учасника битви за Львів у 1918 році Александера Збожиль-Мірецького (1892-1918). Після встановлення радянської окупації у Львові, у липні 1944 року назву вулиці уточнили на Збожиль-Мірецького. Сучасна назва вулиці Молдавська походить від 1950 року і названа так до 10-ліття утворення Молдавської РСР (нинішня Республіка Молдова).
Забудова вулиці досить різноманітна, проте характерна для цього району. Найстарша забудова — одноповерхові будинки 1930-х років, у стилі конструктивізм, у кінцевій частині вулиці з парного боку зведено декілька житлових багатоповерхівок 1980-х років, також багато сучасних приватних садиб.